# Thysanotus gageoides
Thysanotus gageoides är en sparrisväxtart som beskrevs av Friedrich Ludwig Diels. Thysanotus gageoides ingår i släktet Thysanotus och familjen sparrisväxter. Inga underarter finns listade i Catalogue of Life.